# Molophilus quadrifidus
Molophilus quadrifidus là một loài ruồi trong họ Limoniidae. Chúng phân bố ở miền Australasia.